# Bertrand Moulinet
Bertrand Moulinet (* 6. Januar 1987 in Toulouse) ist ein französischer Geher. International bekannt wurde Moulinet wegen Dopings mit dem noch in der Entwicklung befindlichen Wirkstoff Roxadustat (FG-4592). Er hat eine Körpergröße von 1,77 m und ein Wettkampfgewicht von 70 kg.

## Sportliche Erfolge
Bei den Olympischen Sommerspielen 2012 in London wurde Moulinet über 20 km Achter und über 50 km Zwölfter. Ein Jahr später belegte er bei den Leichtathletik-Weltmeisterschaften 2013 in Moskau den 29. Platz.
Moulinets Bestzeit auf 20 km liegt bei 1 Stunde 20 Minuten und 12 Sekunden; bei 50 km 3 Stunden 45 Minuten und 35 Sekunden.

## Doping
Im März 2015 wurde bei Moulinet der auf der Dopingliste aufgeführte Wirkstoff Roxadustat nachgewiesen. Roxadustat ist ein in der klinischen Phase III befindlicher experimenteller Wirkstoff aus der Klasse der HIF-Prolylhydroxylase-Inhibitoren (HIF = Hypoxie-induzierter Faktor). Es stimuliert die Bildung von Erythrozyten (roten Blutkörperchen), wodurch die Sauerstofftransportfähigkeit des Körpers erhöht wird. Das oral verfügbare Roxadustat ist in seiner Wirkung Erythropoetin (EPO) sehr ähnlich. Moulinet gab die verbotene Einnahme von Roxadustat über Twitter zu. Auf die Öffnung der B-Probe verzichtete er.
Wegen des Verstoßes gegen die Anti-Doping-Regeln wurde Moulinet am 30. März 2015 von der IAAF für vier Jahre gesperrt. Moulinet ist der erste Sportler, der wegen Doping mit Roxadustat gesperrt wurde.